# Лангевисен
Лангевисен (њем. Langewiesen) град је у њемачкој савезној држави Тирингија. Једно је од 44 општинска средишта округа Илм. Према процјени из 2010. у граду је живјело 3.630 становника. Посједује регионалну шифру (AGS) 16070032.

## Географски и демографски подаци
Лангевисен се налази у савезној држави Тирингија у округу Илм. Град се налази на надморској висини од 454 метра. Површина општине износи 27,5 km². У самом граду је, према процјени из 2010. године, живјело 3.630 становника. Просјечна густина становништва износи 132 становника/km².

## Међународна сарадња
| Мјесто | Држава    | Врста сарадње | Од    |
| ------ | --------- | ------------- | ----- |
| Шоре   | Француска | пријатељство  | 2005. |
|        | Француска | партнерство   | 1994. |
| Извор  |           |               |       |